# Dedeț, Kărdjali
Dedeț (în bulgară Дедец) este un sat în comuna Kirkovo, regiunea Kărdjali,  Bulgaria. 

## Demografie
Componența etnică a satului Dedeț
     Turci (96,36%)
     Nicio identificare (3,63%)
     Altele (0%)
La recensământul din 2011, populația satului Dedeț era de 55 locuitori. Din punct de vedere etnic, majoritatea locuitorilor (96,36%) erau turci. Pentru 3,63% din locuitori nu este cunoscută apartenența etnică.